# Bridgwater
Bridgwater är en stad och civil parish i grevskapet Somerset i England. Staden ligger vid floden Parrett, cirka 46 kilometer sydväst om Bristol. Tätorten (built-up area) hade 41 276 invånare vid folkräkningen år 2011.
Civil parishen hade 15 209 invånare år 1901. 110 år senare, år 2011, hade invånarantalet ökat till 35 886.
Staden var tidigare känd för sin keramiktillverkning, och där låg vid mitten av 1900-talet stationen för att ta emot radiotrafik från Sydafrika och Kanada till Storbritannien.

## Kända personer från Bridgwater
- John Biffen, politiker
- Neil Parish, politiker
- James Sully, psykolog